# Balkány története
Balkány Szabolcs-Szatmár-Bereg megye negyedik legnagyobb területű települése a Nagykállói járásban. Történetéről az ókorból és az az előtti időkből nincs adat.

## Középkor
Feltehetően a honfoglalás korában épült, és első lakosai valószínűleg besenyők voltak. A 11. században a Gutkeled nemzetség birtoka volt.
Első említését az 1214-ben írt Váradi regestrumban találjuk.
A mai Balkány határában a középkorban három falu állott: Aba, Görény és Perked. Emléküket ma az Abapuszta, Görénypuszta, Perkedpuszta helynevek őrzik.
Legjelentősebb középkori emléke a mai református templom. Ennek őse már a 14. század első harmadában állhatott, mert 1328-ban a pápai tizedjegyzék szerint papját Andrásnak hívták.
Az 1332-es pápai tizedlajstromban neve Balkan néven írták.
1417-ben az álmosdi Csire családnak voltak itt birtokai.
1430-ban földesurai a Kállay család tagjai voltak, majd a Czudar családé lett.
1440-ben a Rozgonyiak vették zálogba a Czudar családtól. 1475-ben már a petri Ders család, 1477-ben Szokoly család birtoka volt.

## Kora újkor
A terület többször is cserélt gazdát aszerint, hogy ki volt az úr a szomszédos Nagykálló várában. A vár felítése (1570-1573) nagyban befolyásolta Balkány fejlődését, hovatartozását. A törökök Nagykállót 1578-ban akarták elfoglalni – ez nem sikerült ugyan, de a környék szinte minden falvát elpusztították, kirabolták. Ekkor néptelenedett el teljesen Balkány, Guth, Szakoly községek és a szintén a mai Balkány határában fekvő, de a pusztítás után újjá nem épített Görény, valamint Perked. Aba ekkor elkerülte a pusztulást - a szájhagyomány szerint a török basa szeretőjének voltak ott birtokai.
A törökök kiűzése után a település gyorsan felépült és megerősödött. Aba népe is a védettebb Balkányba települt át.
A Rákóczi-szabadságharcban Balkányból 83 lovas (5 kompánia) és mintegy 70 gyalogos katona állt a fejedelem zászlaja alá. A szabadságharcban részt vett Gencsy Zsigmond földesúr is, aki előbb (1703–1705) Károlyi Sándor mezei lovasezredének, majd 1705 őszétől haláláig a korábbi Kaszás Pál-féle lovas regimentnek volt a parancsnoka. (Gencsy Zsigmond valamivel 1706. augusztus 10. előtt  hunyt el a Karika-hágó mellett vívott összecsapásban.)
Az 1715-ös vármegyei népszámláláson a megye lakossága mindössze 26 324 lélek volt; közülük mintegy 1000-1200 lakott Balkányban.
Mária Terézia 1767-ben kiadott Urbáriumát (úrbéri rendelet) Balkányban a kívánt kéthavi határidő helyett csak 1773-ban hajtották végre. A földesurak és a jobbágyok viszonyát szabályozó szerződést itt kilenc pontban rögzítették. A település népessége a század végére 1500-2000 lélekre emelkedett.
A 18. század végén és a 19. század első felében több birtokosa is volt: a Bezdédy, Gödény, Gencsy, Szentmiklóssy, Korda, Koczog, Lónyai, Mikó, Pálffy, Katona, Somos, Désy, Hodos, Guthy, Cseresznyei stb. családok.

## 19. század
A 19. századot természeti csapások vezették be.
Az 1844-es tagosítással a nemesi jogon bírt földterületeket teljesen elkülönítették az úrbéres birtokoktól. Az úrbéresek illetményeiket a biri felőli határrészen, a nagykállói és perkedi út között kapták meg. Balkány népessége ekkor már megközelítette a 3000 főt.
1848 tavaszának forradalmi eszméi ide is eljutottak. Az április 11-én szentesített törvényeke kihirdették a megyében mindenütt, így Balkányban is. Kossuth Lajos hívó szavára a településen kb. 30-an álltak a szabadságharc zászlaja alá. 1849 januárjában a helyi református gyülekezet felajánlotta templomának harangját ágyúöntés céljára.
1848-ban 438 zsidó élt Balkányban – a legtöbben kereskedőknek vallották magukat, de sok volt a kézműves és az iparos is. A magyarok közt szokásosnál lényegesen többen foglalkoztak a kultúrával, hitélettel.
Orvosa Balkánynak 1850 óta van. Az első orvosok: Weinberger Herman, Dr. László Elek, Dr. Bauer Lőrincz, Dr. Leitner András. Az 1855 körül alakult dalegylet vezetője sok éven át Perpé Ferenc tanító volt. 1858-ban létesült a posta. A település 1859-ben kapta meg a heti vásárok jogát. Az első gyógyszertár 1864-ben nyitott; a gyógyszerész Kékesi Imre volt.
Az 1867-es kiegyezés után egy békésebb időszak következett a település fejlődésében. 1875-ben olvasóegylet, 1877-ben gazdakör és még abban az évben az iparos ifjúság számára olvasókör alakult. 1878-ban Balkány országos vásártartási jogot kapott. A vásártér a mai Kossuth kert helyén volt. 1881-ben alakult meg a Balkányi Önkéntes Tűzoltó Egyesület. A postához 1893-ban távírdát kapcsoltak. 1897-ben alakult meg a helyi takarékpénztár, mint részvénytársaság.
Ezekben az években az évi népszaporulat meghaladta a 100 főt. Az anyakönyvek tanúsága szerint 1887-ben 220-an születtek és 102-en haltak meg. Az összhalálozás 42%-a (44 fő) csecsemőkori volt, a halál oka legtöbbször különböző lob (gyulladás), bélhurut, himlő, vörheny. Találunk azonban ilyen bejegyzéseket is:
- nyomor (az elhalt 45 éves),
- kelevény (6-7 hónapos),
- bujakór (8 hónapos)
- vízibetegség (32 éves).

## 20. század
Az 1900-as évek elején Gencsy Béla örököseinek Gaál Eleknek, Simándy Dénesnek, Bay Istvánnénak, Ujhelyi Tamásnak, Csiffy Katalinnak, báró Perényi Péternének, Végess Gyulánénak és Mandel Béninek volt a településen nagyobb birtoka.
1909-ben megnyílt a környék első óvodája (óvónő: Szentgyörgyi Amália). 1910-ben létesítették a postán az első távbeszélőállomást.
Az első világháborúban 385 balkányi lakos teljesített katonai szolgálatot. Közülük 72-en meghaltak, 107 megrokkantak.
Az 1922-es földreform részeként Balkányban is volt „földosztás”: a Gencsy- és a Lónyai-birtokból osztottak szét néhány hold földet a leszerelt katonák között.
A második világháborúban Balkányból 900 férfi szolgált a fronton; a legtöbben 1942-43 telén a doni katasztrófában estek el.
1948 a fordulat éve: a képviselő testület június 2-án tett javaslatot a felekezeti iskolák államosítására. Ezt az 1948. évi 38. tc. megjelenése után, június 19-én tették meg. Az államosítást követő szeptemberben 14 belterületi, 16 külterületi tanulócsoportban, 29 nevelővel kezdődött a tanítás. Az első körzeti igazgató Inotay László lett.
A Gencsy-kastély államosítását a képviselő testület 1948. október 15-i ülésén határozták el. 1951-ben az épületet gyermekotthon céljára az állam vette kezelésbe. Lakói előbb felső tagozatos, később óvodás korú gyermekek lettek.
Az 1950-es évek kiemelkedő kulturális eseményei voltak az Ormos András vezette színjátszó csoport és a Szántó János irányítása alatt tevékenykedő dalárda egész estét kitöltő előadásai. Repertoárjukban főleg népszínművek, illetve népdalfeldolgozások szerepeltek. Nemcsak Balkányban, de a járás szinte minden községében zsúfolt nézőtér előtt játszottak. A balkányi községi tanácsot 1950. október 22-én választották meg, az alakuló ülés október 26-án volt. A községi tanács elnöke Benke Sándor, elnökhelyettese Jaksi István, titkára Szabó János lett. Minőségi változás, a vezetés színvonalának javulása az 50-es évek végén, a 60-as években következett be.
1971. május 31-én nagyközségi rangot kapott a település.
Korábban a településen ER256 működött.

## Napjainkban
2004. szeptember 19-én várossá nyilvánították Balkányt. 2008. január 16-án a polgármester feloszlatta a képviselő-testületet. 2008. március 21-én egy késes támadó túszokat ejtett a helyi OTP bankfiókban. A városban és környékén is jelentős károkat okozott a 2010-es júniusi vihar. A nagyon erős szél lakóházak tetejét bontotta meg, kéményeket borított le, fákat döntött ki. A legsúlyosabb károk Balkányban és környékén keletkeztek. Rácz Imre, a balkányi gazdakörök vezetőjének tájékoztatása szerint a városban tetőket bontott meg az orkánszerű szél, szinte minden utcában voltak sérült házak, melléképületek. A Balkányhoz tartozó Cibakon egy húszhektáros erdő fáit 45 fokos szögben mozdította ki a földből a vihar.